# 赵洪祝
赵洪祝（1947年7月—），汉族，内蒙古宁城人，中国共产黨、中华人民共和国政治人物，原副国级领导人。1965年10月参加工作，1969年8月加入中国共产党。中共中央党校大学本科毕业。中共第十六届中纪委委员，第十七、十八届中央委员。曾任中共浙江省委书记、中央书记处书记、中央纪律检查委员会副书记。

## 经历
1965至1976年在中国人民解放军总后勤部服役。
1976至1992年先后担任内蒙古呼伦贝尔盟牧管局党委常委、政治部主任，内蒙古扎兰屯农牧场党委常委、副书记、纪委书记，中共内蒙古兴安盟委组织部干部科科长、扎赉特旗委副书记，内蒙古兴安盟委委员、盟委组织部部长、盟委副书记等职务。
1992年起先后出任中央纪委研究室副主任、办公厅副主任、主任，中央纪委干部室主任，成为时任中纪委书记尉健行的秘书。1997年9月任中央纪委常委、副秘书长兼办公厅主任。1998年3月任中央纪委常委、监察部副部长。2000年6月任中央纪委常委、中央组织部副部长。2003年11月升任中央纪委常委、中央组织部常务副部长（正部长级），2006年6月兼任中央农村工作领导小组成员。
2007年3月25日，中共中央决定赵洪祝接替转任中共上海市委书记的习近平，任中共浙江省委委员、常委、书记。同年6月，在中共浙江省第十二届委员会第一次全体会议上当选为省委书记。2008年1月，在浙江省第十一届人民代表大会第一次会议上当选为浙江省人大常委会主任。2012年6月，在中共浙江省第十三届委员会第一次全体会议上连任省委书记职务。2012年11月15日，在中共十八届一中全会上当选中共中央书记处书记，中央纪律检查委员会副书记，晋升为党和国家领导人。2012年11月21日，不再兼任中共浙江省委书记、常委、委员职务。
2017年10月25日，70岁的赵洪祝在中共十九届一中全会后卸任中共中央书记处书记和中央纪委副书记的职务退休。